# 大亀あすか
大亀 あすか（おおがめ あすか、1987年12月18日 - ）は、日本の女性声優、元プロ雀士（2022年4月25日退会）。広島県出身。シグマ・セブン所属。

## 略歴
声優を目指したきっかけとして、声優が出演する舞台を見たときに、新鮮さと魅力を感じ、声優という職業の多様性を知ったということを挙げている。高校当時の将来の夢はずっと声優であり「絶対に声優になる!」と思いながら生活していた。その時は声優の勉強も芝居の勉強もしておらず、自分に自信がなかったことから少しだけ心変わりしそうになり「ああ、公務員もいいかな」と思うこともあったという。しかし、「まだ何もやっていなかったら、やらなきゃダメだな」と思いが強く、勉強を始めたり、色々な挑戦をしたりしていたという。
総合学園ヒューマンアカデミー在学中の2007年に行われた、第2回シグマ・セブン公開オーディションに合格（同期に西明日香・渕上舞・田丸篤志）、2009年にデビューを果たす。デビュー作となった『鋼殻のレギオス』でメイシェン・トリンデン役を演じたことから、関連サイトでは、「がんばれメイシェン」と題したデビュー応援企画が行われた。
2012年4月より、デビュー時から所属していたシグマ・セブンeを退所し、シグマ・セブン所属となる。
2014年10月より日本プロ麻雀連盟所属のプロ雀士としても活動することとなった。
2020年3月21日、自身のTwitter上で、声優の岡本信彦と結婚していたことを報告。
2022年4月25日を以って日本プロ麻雀連盟を退会。

## 人物
主に少女役を演じる。『ときめきメモリアル4』のメインヒロインの星川真希役を演じたことが縁で、経済産業省主催で2009年から行われた「たんすケータイあつめタイ＼(^o^)／」のテーマソングを担当。また、『電波女と青春男』では「エリオをかまってちゃん」名義でオープニングテーマを歌うなど、音楽活動も積極的に行っている。
食べることが好きで、特にハマチが好き。寿司屋に行くと必ず食べるという。
高校時代は通っていた学校が特殊であり、大亀の代の1つ下から共学になったが、クラスは女の子ばかりで女の子だけの自由な学校生活を楽しんでいた。好きだった授業は家庭科で、料理自体は苦手であったが皆でケーキなどを作るのが楽しく、裁縫も好きだったため、凄く真面目に授業を受けていた。逆に文章を読むのは好きであったが、計算はダメで苦手なのは数学であった。教師がすごく厳しかったこともあり、体育もあまり好きではなく少しキツかったという。
高校時代は「部活もいろいろかじってみたい」と思い、華道部と茶道部、放送部、ESS部に入部して掛け持ちしていたが、どれも全部月イチくらいしか活動はしてなかった。華道と茶道の時はちゃんとしていたが、放送部の時はメイド喫茶を開いてしまい、本業の放送はノータッチであった。放送部ではそれらしいことをあまりしていなかった気がしており、部員の友人と集まり過ごすことを楽しんでいたかもしれないという。高校2年生の時は「いろいろかじってみたいから」という理由で生徒会に所属して、教師が「パソコンができるから」と指名を受けて書記を務めていた。

## 出演
太字はメインキャラクター。

### テレビアニメ
2009年
- うみものがたり 〜あなたがいてくれたコト〜（エビ美女兵士 妹、女子）
- 鋼殻のレギオス（メイシェン・トリンデン）
- そらのおとしもの（2009年 - 2010年、夢の少女〈ダイダロス〉、ヒヨコ、女性2、アナウンス） - 2シリーズ
- タユタマ -Kiss on my Deity-（園児、女子生徒、女）
- FAIRY TAIL（女子）
- WHITE ALBUM（女性ファン）

2010年
- おまもりひまり（リズリット・L・チェルシー）
- kiss×sis（桐生三日月）
- けいおん!!（一年生）
- ちゅーぶら!!（嶋田、明美、女子生徒、生徒）
- はなまる幼稚園（大悟、苺花）

2011年
- たまゆら〜hitotose〜（藤井みその）
- 電波女と青春男（藤和エリオ）
- ひだまりスケッチ×SP（TVキャスター）
- BLEACH（女子高生、子供）
- Rio RainbowGate!（ヤンヤン）
- ロウきゅーぶ!（2011年 - 2013年、柿園さつき） - 2シリーズ

2012年
- アドリブアニメ研究所（おかめ）
- 機動戦士ガンダムAGE（ユノア・アスノ、ルッカ、ビシディアンブリッジクルー）
- ココロコネクト（八重樫莉奈）
- この中に1人、妹がいる!（天導愛菜）
- 咲-Saki- シリーズ（2012年 - 2014年、鶴田姫子、ギバード桜子） - 2シリーズ
- ジュエルペット きら☆デコッ!（メロリーナ、ロコ）
- ハイスクールD×D（子供）
- めだかボックス（有明二年）

2013年
- IS 〈インフィニット・ストラトス〉2（IS操縦者）
- 最強銀河 究極ゼロ 〜バトルスピリッツ〜（子供）
- バクマン。3（田中美菅）
- ビビッドレッド・オペレーション（一色もも）
- ファンタジスタドール（クノイチくぅ、バジル、ニンフィット、エディンバラ、女生徒）
- フォトカノ（柚ノ木梨奈）
- ログ・ホライズン（アブレッタ）

2014年
- ウィザード・バリスターズ 弁魔士セシル（アキ）
- 星刻の竜騎士（ルッカ・サーリネン）

2015年
- 幸腹グラフィティ（森野きりん）

2016年
- 少女たちは荒野を目指す（委員長、田部さやか）
- 魔法つかいプリキュア!（妖精）

2017年
- 政宗くんのリベンジ（2017年 - 2023年、早瀬千夏） - 2シリーズ

### 劇場アニメ
- そらのおとしもの シリーズ（2011年 - 2014年、ダイダロス、ヒヨコ[25]） - 2作品
- ジュエルペット スウィーツダンスプリンセス（2012年、メロリーナ[26]）
- アクセル・ワールド INFINITE∞BURST（2016年、リグナム・バイタ、レモン・ピエレット）
- この世界の片隅に（2016年）

### OVA
- ときめきメモリアル4 ORIGINAL ANIMATION -始まりのファインダー-（2010年、星川真希）
- Baby Princess 3Dぱらだいす0（2011年、あさひ）
- あいまい!萌えCanちぇんじ!（2012年、サラリ[27]）
- 君のいる町（2012年、生徒、秋月涼風の娘〈風夏〉 ）
- OVAの中に1人、妹がいる!（2013年、天導愛菜）
- ナゾトキ姫は名探偵♥（2013年、大久保琴音）
- ブラッククローバー（2016年、レッカ）
- 政宗くんのリベンジ（2018年、早瀬千夏） - コミックス第10巻OAD付き特装版

### ゲーム
2009年
- ときめきメモリアル4（星川真希）

2010年
- 密室のサクリファイス（イトカ）

2011年
- デッドエンド Orchestral Manoeuvres in the Dead End（グレーテ）
- 嫁コレ（2011年 - 2013年、藤和エリオ、天導愛菜、大亀あすか〈本人役〉）

2012年
- アーシャのアトリエ 〜黄昏の大地の錬金術士〜（ナナカ・グルンデン）
- 女の子と密室にいたら○○しちゃうかもしれない。（伊都香・リザヴェータ・イヴァーノ）
- 女家庭教師 伊都香先生と密室にいたら○○しちゃうかもしれない（伊都香・リザヴェータ・イヴァーノ）
- ココロコネクト ヨチランダム（八重樫莉奈）
- 新・剣と魔法と学園モノ。刻の学園（ロジェ）
- フォトカノ（柚ノ木梨奈）

2013年
- 咲-Saki- 阿知賀編 episode of side-A Portable（鶴田姫子）
- ビビッドレッド・オペレーション -Hyper Intimate Power-（一色もも）
- MIND≒0（神名雫）
- フォトカノ Kiss（柚ノ木梨奈）

2014年
- グランブルーファンタジー（2014年 - 2022年、サラ）
- グリモア〜私立グリモワール魔法学園〜（冷泉葵）
- 神撃のバハムート（2014年 - 2015年、ファム、ティア、サラ）
- 電撃文庫 FIGHTING CLIMAX（藤和エリオ）
- ファントムゲート戦姫（イングリード）

2015年
- アイドル事変（鹿子木鈴）
- エビコレ フォトカノ Kiss（柚ノ木梨奈）
- クイズRPG 魔法使いと黒猫のウィズ（ミコト・ウタヨミ）
- 咲-Saki- 全国編（鶴田姫子）
- 電撃文庫 FIGHTING CLIMAX IGNITION（藤和エリオ）
- 限界凸起 モエロクリスタル（フェンリル）
- 麻雀格闘倶楽部（2015年 - 2016年、大亀あすか〈本人〉） - 2作品

2016年
- 少女たちは荒野を目指す（委員長）
- 白猫プロジェクト（ミコト）
- スケ雀刑事（工藤あゆみ）
- めがみめぐり（イシコリドメ）
- shadowverse（ロイヤルクリスタリア・ティア、クリスタリアプリンセス・ティア、冷酷なる暗殺者）

2017年
- スクールガールゾンビハンター（秋葉サユリ）
- デスティニーチャイルド（シュリンクス）

2018年
- アズールレーン（マラニー）
- 十字架3（ソフィー）
- 電撃文庫：CROSSING VOID（藤和エリオ） - 海外向けアプリゲーム

2019年
- メギド72（2019年 - 2023年、マルチネ）

2020年
- きららファンタジア（森野きりん）
- ワールドフリッパー（ミルミナ）

2022年
- セガNET麻雀 MJ / Arcade（鶴田姫子）

2023年
- ブルーアーカイブ -Blue Archive-（秋泉モミジ）

### アプリ
- もっと! 添い寝カノジョ（久藤ルナ）
- ちょいキス
- 嫁コレ声優部

### ドラマCD
- 俺の妹が××すぎて眠れないCD（采羽[64]）
- 片翼のラビリンス ドラマCD〜時を超えた修学旅行〜（小栗都[65]）※『Sho-Comi』24号付録
- kiss×sis ドラマCD Vol.1、2（桐生三日月）
- 小悪魔ティーリと救世主!?（エリーゼ[66]）
- この中に1人、妹がいる! ドラマCD この夏にいくつか、思い出がある!（天導愛菜）
- こんな男は愛される（蘇根川怜）
- SASRA3（町娘）
- 仁義VS堅気2（アヤカ）
- たまゆら〜hitotose〜ドラマCD 『たまドラ〜マタアエタネ、なので。〜』（みその先輩）
- ぼくたちと駐在さんの700日戦争 Part.2、3（夕子）
- ゆめくり（塔ノ沢つつじ[67]）

### 吹き替え
- セイフ ヘイヴン（レクシー・ウィートリー〈ミミ・カークランド〉）

### テレビ番組
- GirlsNews〜声優（2011年4月 - 2012年3月、エンタ!371・PigooHD）MC
- Club AT-X しもがめ（2012年1月 - 2015年3月15日）MC（下野紘と共に）
- 大亀あすかのかめちゃんのデキルかな!?（2012年4月 - 、PigooHD）
- あの人がご推薦&大公開!美食材ジャーニーTHEオープンキッチン・山形!（2012年12月16日、山形放送）ナレーション
- 有吉反省会（2014年12月21日、日本テレビ）反省人
- しもがめ（2015年4月4日 - ）MC（下野紘と共に）
- 女流雀士 プロアマNo.1決定戦 てんパイクイーン（2016年 - 、テレ朝チャンネル）シーズン1～6に出場

### インターネットテレビ
- とりあえず生中（三杯目）（ニコニコ生放送：ゲスト出演）
- 教えて!デッドエンドTV（2011年、デッドエンド Orchestral Manoeuvres in the Dead End公式サイト）
- 8922（発掘人）（声旬!Ustream：2012年 - 2013年）
- TVアニメ幸腹グラフィティPRESENTS ムネやけ（HiBiKi Radio Station：2014年12月26日 - 2015年4月3日）[68]
- 妖怪お国自慢（おさん狐[69]）

### ラジオ
- 癒されBar若本シーズンZwei（インターネットラジオ：2009年1月9日 - 2010年8月15日）
- A&G REQUEST デジスタ（超!A&G+：2009年4月11日 - 2011年10月1日）
- ラジオどっとあい 大亀あすかのかめカム♪（BBQR、超!A&G+：2009年7月10日 - 10月2日）
- あなたと! ときめきメモリアル（音泉：2010年1月21日 - 7月22日）
- アニたま喫茶 三姉妹。（ラジオ関西：2010年4月2日 - 2012年6月29日）
- 声優Vステグランプリガール アニメGOE（ラジオ大阪：2010年4月10日 - 2011年4月2日）
- もっと! あなたと! ときめきメモリアル（音泉：2010年9月14日 - 2011年3月29日）
- 電波メールと青春ラジオ（アニメイトTV：2011年4月7日 - 2011年6月16日）
- 萌えCanちぇんじ!ラジオらぼ!（アニメイトTV：2011年11月9日 - 2012年7月4日）
- 大亀あすか＆古木のぞみの『ちびっこプリンセス』（メンズファッションプラス：2014年3月27日 - 9月19日）[70]

### デジタルコミック
- VOMIC MOMO
- VOMIC うそつきリリィ（早乙女ひなた）
- UULA ピーチガール（安達もも）
- Sho-Comi 2016年10号付録 4月の君、スピカ。（早乙女星）

### DVD
- このラジオ中に1人、妹がいる!? アーカイブDVD（2012年12月26日）
- 人狼バトル〜missing girl in fairyland〜（2014年2月12日）

### パチンコ・パチスロ
- パチスロ 十字架3（2016年、ソフィー）
- パチスロ ビビッドレッド・オペレーション（2017年、一色もも[71]）
- P咲 -Saki- 阿知賀編 episode of side-A（2019年、鶴田姫子）
- Pビビッドレッドオペレーション（2021年、一色もも[72]）
- PA SUPER電役ナナシーSPECIAL （2021年、ドルシー[73]）

### 映画
- 咲-Saki- 阿知賀編 episode of side-A（2018年、宇津木玉子）

### CM
- 月刊ドラゴンエイジ
- まんが4コマKINGSぱれっと/まんがぱれっとLite

### その他コンテンツ
- 東京アニメセンターニュース（2009年3月号表紙）
- たんすケータイあつめタイ＼（^o^）／（テーマソング担当）
- この世界がゲームだと俺だけが知っている （2013年、トレイン[74]）※第1巻購入特典DLオーディオドラマ
- マルスの赤いスカーフ[75]（2013年、フローラ）
- けい太くん（2017年6月30日、ナレーション）[76] ※京王電鉄公式キャラクター音声付き絵本

## ディスコグラフィ

### キャラクターソング
| 発売日   | 商品名                                                               | 歌 | 楽曲 | 備考                                                      |
| 2009年   | 2009年                                                               | 2009年 | 2009年 | 2009年                                                    |
| -------- | -------------------------------------------------------------------- | --- | --- | --------------------------------------------------------- |
| 4月1日   | 愛のツェルニ                                                         | メイシェン・トリンデン（大亀あすか） | 「愛のツェルニ」 | テレビアニメ『鋼殻のレギオス』エンディングテーマ          |
| 12月13日 | ときめきメモリアル4 Character Single BOX                             | 星川真希（大亀あすか） | 「Smiling」 | ゲーム『ときめきメモリアル4』関連曲                       |
| 2010年   |                                                                      | | |                                                           |
| 2月24日  | ひまりんこ・L・しずくえす / BEAM my BEAM                             | ひまりんこ・L・しずくえす | 「BEAM my BEAM」 | テレビアニメ『おまもりひまり』エンディングテーマ          |
| 6月23日  | エンドレスkiss                                                       | 桐生三日月（大亀あすか） | 「急接近アプローチ♥」 | テレビアニメ『kiss×sis』関連曲                            |
| 2011年   |                                                                      | | |                                                           |
| 4月27日  | Os-宇宙人                                                            | エリオをかまってちゃん［藤和エリオ（大亀あすか）］ | 「Os-宇宙人」 | テレビアニメ『電波女と青春男』オープニングテーマ          |
| 4月27日  | Os-宇宙人                                                            | エリオをかまってちゃん［藤和エリオ（大亀あすか）］ | 「コタツから眺める世界地図」                                                                                                 | テレビアニメ『電波女と青春男』関連曲                      |
| 2012年   |                                                                      | | |                                                           |
| 2月10日  | フォトカノ オリジナルサウンドトラック                                | 柚ノ木梨奈（大亀あすか） | 「ムーンライト スターライト AcosticVer.」 「ラブ ラブ トゥルーラブ」                                                         | ゲーム『フォトカノ』挿入歌                                |
| 6月27日  | フォトカノ キャラクターソング Vol.7 柚ノ木梨奈                       | 柚ノ木梨奈（大亀あすか） | 「恋するFeeling 〜Can't Stop Lovin' You〜」 「ムーンライト スターライト（Rina ver.）」 「フォトグラフメモリー（Rina ver.）」 | ゲーム『フォトカノ』関連曲                                |
| 7月25日  | Heavenly Lover                                                       | 鶴眞心乃枝（石原夏織）、神凪雅（佐倉綾音）、国立凛香（竹達彩奈）、天導愛菜（大亀あすか）、嵯峨良芽依（日高里菜） | 「Heavenly Lover」 | テレビアニメ『この中に1人、妹がいる！』エンディングテーマ |
| 11月21日 | この中に1人、妹がいる! キャラクターソング vol.5                      | 天導愛菜（大亀あすか） | 「Sweet Candy Panic!」 「バージンロードで待っていて！」                                                                      | テレビアニメ『この中に1人、妹がいる！』関連曲             |
| 11月21日 | この中に1人、妹がいる！ キャラクターソング SPECIAL Disc              | 鶴眞心乃枝（石原夏織）、神凪雅（佐倉綾音）、国立凛香（竹達彩奈）、天導愛菜（大亀あすか）、嵯峨良芽依（日高里菜） 、宝生柚璃奈（小倉唯） | 「Heavenly Lover -six colors of flower-」 「バージンロードで待っていて! -six colors of flower-」                             | テレビアニメ『この中に1人、妹がいる！』関連曲             |
| 2013年   |                                                                      | | |                                                           |
| 1月30日  | この中に1人、妹がいる！ 録り録り下ろしキャラクターソングCD5 天導愛菜 | 天導愛菜（大亀あすか） | 「Heavenly Lover」 「スウィーツホーム♡つくりましょ」                                                                         | テレビアニメ『この中に1人、妹がいる！』関連曲             |
| 3月27日  | この中に1人、妹がいる！ OP&ED キャラクターメドレーソングCD           | StylipS、鶴眞心乃枝（石原夏織）、神凪雅（佐倉綾音）、国立凛香（竹達彩奈）、天導愛菜（大亀あすか）、嵯峨良芽依（日高里菜） 、宝生柚璃奈（小倉唯） | 「中妹 Non-Stop Remixed by エイプリルズ」                                                                                    | テレビアニメ『この中に1人、妹がいる！』関連曲             |
| 4月24日  | スマイルF                                                            | うたカノ♪ | 「スマイルF」 | テレビアニメ『フォトカノ』エンディングテーマ              |
| 7月3日   | フォトカノ キャラクターソングアルバム THROUGH THE CAMERA             | 柚ノ木梨奈（大亀あすか） | 「未来の花嫁」 | テレビアニメ『フォトカノ』関連曲                          |
| 2014年   |                                                                      | | |                                                           |
| 5月14日  | MOST以上の“MOSTEST”                                                  | アーニャ（下田麻美）、ルッカ（大亀あすか）、ジェシカ（花澤香菜） | 「MOST以上の“MOSTEST”（ver.2）」                                                                                             | テレビアニメ『星刻の竜騎士』エンディングテーマ            |
| 10月8日  | 星刻の竜騎士 BD・DVD第4巻特典CD                                      | ルッカ（大亀あすか） | 「妖精演舞」 | テレビアニメ『星刻の竜騎士』関連曲                        |
| 2015年   |                                                                      | | |                                                           |
| 2月25日  | 笑顔になる                                                           | リョウときりん | 「笑顔になる」 | テレビアニメ『幸腹グラフィティ』エンディングテーマ        |
| 2月25日  | 笑顔になる                                                           | リョウときりん | 「ごはんの練習」 | テレビアニメ『幸腹グラフィティ』挿入歌                    |
| 2月25日  | 笑顔になる                                                           | リョウときりん | 「しあわせグラフィティ」 | テレビアニメ『幸腹グラフィティ』劇中歌                    |
| 2016年   |                                                                      | | |                                                           |
| 12月21日 | めがみめぐり                                                         | ツクモ（伊藤彩沙）、アマテラスオオミカミ（尾崎由香）、アメノウズメ（佐々木未来）、ソトオリヒメ（大塚紗英）、ククリヒメ（今村彩夏）、コノハナサクヤヒメ（鈴木愛奈）、トヨタマヒメ（上田麗奈）、イシコリドメ（大亀あすか） 、アメノサグメ（千菅春香） | 「ファイファイ ハイテンション！」                                                                                            | ゲーム『めがみめぐり』関連曲                              |
| 2017年   |                                                                      | | |                                                           |
| 6月28日  | 「めがみめぐり」キャラクターソング LEVEL MAX／新世界創造             | イシコリドメ（大亀あすか） | 「新世界創造」 | ゲーム『めがみめぐり』関連曲                              |
| 2021年   |                                                                      | | |                                                           |
| 11月14日 | メギド72 -MUSIC COLLECTION-                                          | ハック（小山剛志）、マルチネ（大亀あすか） | 「筋肉Fire!」 | ゲーム『メギド72』関連曲                                  |
| 2024年   |                                                                      | | |                                                           |
| 1月21日  | 澄んだ青空、萌ゆる心                                                 | カスミ（上坂すみれ）、ユカリ（村上まなつ）、モミジ（大亀あすか）、ハレ（貝原怜奈）、エイミ（松永あかね） | 「澄んだ青空、萌ゆる心」 | ゲーム『ブルーアーカイブ -Blue Archive-』関連曲           |

### その他参加楽曲
| 発売日       | 商品名                    | 歌         | 楽曲 | 備考 |
| ------------ | ------------------------- | ---------- | --- | ---- |
| 2012年2月8日 | 新・百歌声爛II 女性声優編 | 大亀あすか | 「Love Destiny」〜 「Sweet MASIC」〜 「禁じられた遊び」〜 「作品No.2「春」イ長調‐ぼくらのウォーゲーム!‐」〜 「わぴこ元気予報」〜 「恋の呪文はスキトキメキトキス」〜 「POPEE the クラウン」〜 「おジャ魔女でBAN2」〜 「サクラサク」〜 「勇者よいそげ!!」 |      |